# Шилов, Иван Анфимович
Иван Анфимович Шилов (1785—1827) — гравёр-медальер, академик Императорской Академии художеств.

## Биография
Сын унтер-шихтмейстера при гранильной фабрике в Екатеринбурге. Благодаря стараниям президента Академии Художеств графа А. С. Строганова, Шилов был прислан 2 сентября 1800 г. из экспедиции мраморной ломки и прииска цветных камней ещё мальчиком. 19 сентября того же года он был принят пансионером Императорской Академии художеств и 11 октября назначен в медальерный класс. Окончил медальерный класс (1806) с малой серебряной медалью за лепку с натуры. Он получил при этом ещё аттестат I степени и шпагу за отличные успехи в медальерном деле. В 1808 году был определён на Монетный двор, где выказал себя выдающимся и талантливым гравером. Его сын Павел (1821-1862 г.) - известный уральский архитектор. 
Получил звание «назначенного в академики» (1809).
Получил звание академика (1810) за медаль, поднесённую от дворян Санкт-Петербургской губернии графу Строганову.
В 1812 году, с началом отечественной войны, Шилов оставил Монетный двор и поступил в ряды народного ополчения, где был сотенным командиром. Только в 1815 году он вернулся к прежним занятиям и вновь поступил на Монетный двор.
Работы Шилова почти исключительно составляют лицевые изображения Александра I на медалях, начиная с 1810 года. Эти изображения настолько хорошо передают выражение лица и характер физиономии Императора, что они были приняты за оригинал, с которого впредь надлежало делать портреты императора на медалях. С 1810 года на аверсе всех медалей помещался портрет императора, работы Ивана Шилова. Две его медали с изображением графа Строганова, одна поднесенная ему дворянством, другая — Академией художеств, также отличаются тщательностью выполнения. Из других мелких работ, частью сделанных ещё в Академии, наиболее удачна — чекан или штемпель с изображением Ахиллеса, сделанный в подражание его бюсту.
Известные произведения: медаль с портретом Александра I (с 1810 года, принятая за образец для портретов императора на медалях), две медали с портретом графа Строганова (от петербургского дворянства и от АХ).

Медаль «Депутатам Новой Финляндии» (аверс)
Медаль «Депутатам Новой Финляндии» (реверс)
Медаль за отличность
Император Александр I (гипс)
Профиль императора Александра I (стекло)